# شيخ العرب همام

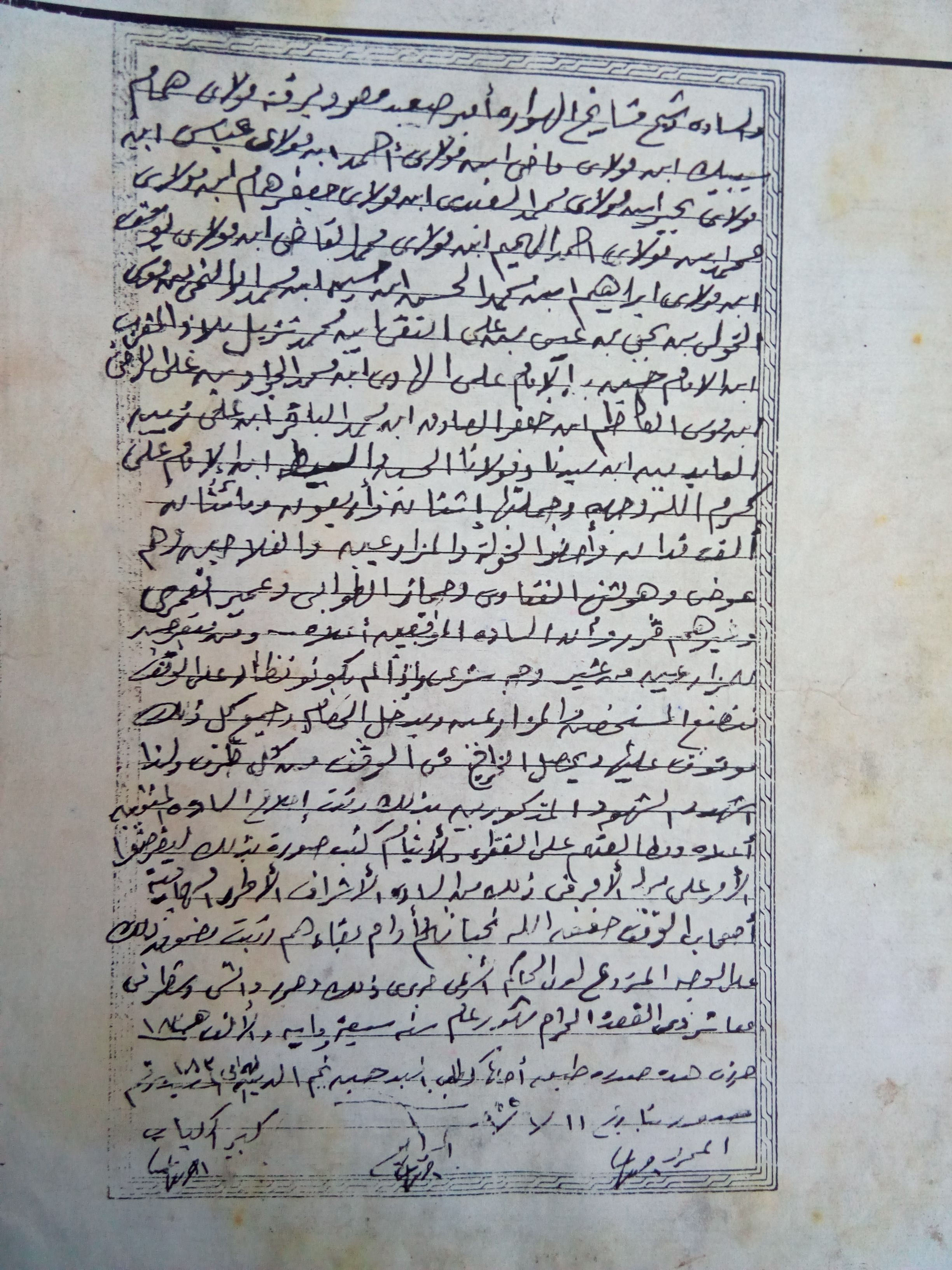

همام بن يوسف بن أحمد بن محمد بن همام ابن أبو صبيح سبيه الملقب بشيخ العرب همام (ولد عام1121 هـ / 1709 م في فرشوط محافظة قنا وتوفى عام 1183 هـ / 7 ديسمبر 1769 م)، من أشهر شخصيات الصعيد، وهو الابن البكر للشيخ يوسف زعيم قبائل الهوارة التي استقرت في صعيد مصر وتمتعت بقدر كبير من الثروة والنفوذ وسيطر شيوخها على مقاليد الامور في الصعيد. تولى الشيخ همام الحكم بعد وفاة والده يوسف عام 1767م ولم يمض قدمًا في توسيع ومد سلطانه على كافة أقاليم الصعيد، من المنيا إلى اسوان.

## أعماله
قام بتأسيس شبه دولة فأنشا الدواوين لإدارة شئون الأراضي الواقعة تحت سيطرته ولرعاية العاملين عليها وشكل قوة عسكرية من الهوارة والعرب ومن المماليك الفارين من حكم علي بك الكبير فدقت أبواق الحرب بين دولة في الجنوب يرأسها همام ولد يوسف أحمد الهوارى ودولة أخرى في الشمال يرأسها على بك الكبير الذي كان حليفا للروس وكان يعدهم بان يدخلوا مصر على جثه همام (أمير الصعيد) فأمدوه باكثر الأسلحة تطورا في هذا الوقت فبعث همام (شيخ العرب) جيشا كبيرا جمع فيه عدة جيوش من الصعيد ومن هواره وعلى راسهم (إسماعيل الهوارى) ابن عم الشيخ همام وزوج اخته وخال أولاده اختاره همام ليكون قائدا للجيش وبدات الحرب وكانت الغلبة من نصيب أهل الصعيد وهواره في البداية ولكن بسبب مكر المماليك استطاعوا ان يخدعوا إسماعيل الهوارى ويجعلوه يخون ابن عمه وانتصر المماليك بسبب الخيانة ودخلوا فرشوط وجعلوها كوما من الرماد فاتجه همام إلى النوبة ليبنى جيشا آخر من الصعيد ولكنه لم يستطع بسبب الموت فتوفى في الطريق.

## أصله
يرجع أصل كل الهمامية إلى جدهم همام بن ماضي (الملقب سيبيك) بن أحمد بن عياش بن بحير، المغربي نسبة لحكمه إقليم برقة بليبيا وتونس، حكم فيها على قبائل شمال أفريقيا ومنهم الهوارة والبربر وغيرهم، الحسيني، وقدم من المغرب الأدني في 1517م ليتولى إمارة الصعيد بعد انقضاء عهد أمراء بني عمر بن عبد العزيز الهواري البنداري، وتوالت الإمرة في بني همام وصولا لهمام بن يوسف بن أحمد بن محمد همام أبو صبيح همام بن ماضي (الملقب سيبيك) بن أحمد بن عياش بن بحير.

## نسبه
يرجع نسب شيخ العرب همام إلي قبيلة الهمامية الاشراف الحسينيين.
```
"فهو الشريف الأمير همام بن يوسف بن أحمد بن محمد بن همام بن صبيح بن " همام سبيه " بن ماضي بن أحمد بن عياش بن بحير بن سعيد بن جعفر بن محمد الصغير بن الأمير حمد بن الأمير محمد أبو جعافر بن يوسف بن إبراهيم بن عبدالمحسن بن حسين المغربي الفاسي بن محمد أبو نما بن موسى الأشهب بن يحيى بن عيسى بن علي التقي بن محمد بن الحسن بن 
علي الهادي
 بن 
محمد الجواد
 بن علي 
الرضا
 بن 
موسى الكاظم
 بن 
جعفر الصادق
 بن 
محمد الباقر
 بن الإمام السجاد 
علي زين العابدين
 بن 
الإمام الحسين
 بن 
الإمام علي
 بن 
أبي طالب
 بن 
عبد المطلب
 بن 
هاشم
 بن 
عبد مناف
 بن 
قصي
 بن 
كلاب
 بن 
مرة
 بن 
كعب
 بن 
لؤي
 بن 
غالب
 بن 
فهر
 بن 
مالك
 بن 
النضر
 وهو قريش بن 
كنانة
 بن 
خزيمة
 بن 
مدركة
 بن 
إلياس
 بن 
مضر
 بن 
نزار
 بن 
معد
 بن 
عدنان
. 
```

## أولاده
1. درويش: الذي عين بعد والده ولكن لم يفلح، ورحل عنها تاركا خلفه الدمار والخراب الذي سببه المماليك، راكبا باخـرة إلـى مصـر جاليـًا عـن وطنـه وعاش بها حتى مات.
2. شاهين: قتله مراد بك في سنة 1216 هـ أيام الفرنسيس لأمور نقمها عليه وخلف ولدًا يدعى محمدًا.
3. عبد الكريم: مات على فراشه قريبًا من ذلك التاريخ وترك ولدًا يدعى همامًا دون البلوغ وهمام ترك ولدا اسمه حسان غادر فرشوط واتجه الى الأقصر وهو جد عائلات الهمامية هناك.

وكان شاهين وعبد الكريم يزرعان بأرض الوقف أسوة بالمزارعين ويتعيشان حتى ماتا.